# 斯維亞托彼得里夫斯凱
50°23′2″N 30°19′18″E / 50.38389°N 30.32167°E
斯維亞托彼得里夫斯凱（烏克蘭語：Святопетрівське）是位於烏克蘭北部的村莊，由基辅州布恰区的比洛霍羅德卡市鎮負責管轄。該村始建於1928年，面積4.8平方公里，海拔高度174米，2001年人口1,997，人口密度每平方公里416人。